# 小升麻
小升麻（学名：Cimicifuga acerina）为毛茛科升麻属下的一个种。

## 扩展阅读
- 維基物種上的相關：小升麻